# Conlon Nancarrow
Conlon Nancarrow (ur. 27 października 1912 w Texarkana, w Arkansas, zm. 10 sierpnia 1997 w mieście Meksyk) – amerykański kompozytor, znany przede wszystkim z utworów na pianolę; od 1940 r. mieszkał w Meksyku.

## Życiorys
W latach 1929–1932 uczył się gry na trąbce w College-Conservatory Uniwersytetu w Cincinnati, grał w różnych zespołach, głównie jazzowych. W latach 1934–1936 pobierał prywatne lekcje kompozycji u R. Sessionsa, W. Pistona i N. Slonimsky'ego w Bostonie, choć właściwie był samoukiem. W 1936 spotkał się a A. Schönbergiem. Pierwsze kompozycje Nancarrowa z 1935 – Toccata na skrzypce i fortepian, Preludium na fortepian oraz Blues na fortepian, utrzymane na pograniczu stylistyki neoklasycznej i nurtów popularnych (wpływy jazzu) – zostały przychylnie oceniona przez Coplanda, po czym wydano je wkrótce w New Music Edition.
W latach 1937–1939 brał udział w hiszpańskiej wojnie domowej w Brygadzie im. A. Lincolna. Po powrocie do Stanów Zjednoczonych działał krótko w Nowym Jorku, lecz po odebraniu mu paszportu ze względu na sympatie lewicowe wyemigrował w roku 1940 do Meksyku, gdzie mieszkał do końca życia, komponując w odosobnieniu wyłącznie utwory na pianolę, zatytułowane Studies for Player Piano. Obywatelstwo Meksyku otrzymał w 1956 r. Odkrycie twórczości Nancarrowa datuje się od roku 1981, kiedy po trzydziestoletniej nieobecności w Stanach Zjednoczonych zaprezentował swe utwory na festiwalu New Music America w San Francisco. American Music Center w Nowym Jorku przyznało mu Letter of Distinction. W 1982 otrzymał grant Fundacji MacArthurów. Ogromną rolę w propagowaniu jego twórczości odegrał G. Ligeti, który uznał ją za najważniejsze odkrycie od czasu Ch. Ivesa i A. Weberna. Od 1983 r. Nancarrow powracał do tworzenia na tradycyjne instrumenty, co wiązało się z pierwszymi w jego karierze zamówieniami (m.in. III Kwartet smyczkowy dla Arditti Quartet), ale jego styl nie uległ w tych kompozycjach zmianom (Study nr 50 jest pianolową wersją drugiej części Piece No. 2 na małą orkiestrę). 
W 1982 przyjeżdżał kilkakrotnie do Europy z okazji prapremierowego wykonania na żywo swojego I Kwartetu smyczkowego w Saarbrücken oraz wykonań innych swoich utworów, m.in. na festiwalu MTMW w Grazu (1982), Holland Festival (1987), Wieden Festwochen (1989) i po raz ostatni na retrospektywnym przeglądzie twórczości zorganizowanym przez Centre Culturel de Boulogne-Billancourt. 
Pierwsza prezentacja utworów pianolowych Nancarrowa w Polsce odbyła się podczas XXXII Festiwalu Warszawska Jesień w 1989.
W 1990 otrzymał doktorat honoris causa New England Conservatory w Bostonie.
Biblioteka Nancarrowa wraz z instrumentami i rolkami etiud do pianoli znajduje się obecnie w Fundacji Paula Sachera w Bazylei.

## Etiudy na pianolę (Studies for Player Piano)
Utwory z lat 1930-45 sprawiały ogromne trudności techniczne wykonawcom, przede wszystkim ze względu na ich skomplikowaną rytmikę. Zniechęcony nieudanymi wykonaniami kompozytor zaczął poszukiwać medium, które pozwoliłoby mu na swobodną realizację zamierzeń twórczych, wolną od ograniczeń manualnych instrumentalistów. Pod wpływem książki H. Cowella New Musical Resources zainteresował się modną w latach 20. XX w. pianolą, która była mechanicznym instrumentem odtwarzającym muzykę zapisaną na perforowanych papierowych taśmach. Nancarrow kupił pianolę w 1947 r. w Nowym Jorku, a rolki do niej perforował samodzielnie (początkowo ręcznie, później za pomocą specjalnego urządzenia). 
W swym opus magnum - ok. 50 etiudach na fortepian mechaniczny (Studies for Player Piano) Nancarrow wypracował własny styl, w którym tradycyjna melodyka i harmonika straciły na znaczeniu na rzecz skomplikowanych struktur rytmicznych i polimetrycznych. Etiudy nr 1-12 są kontynuacją stylu wcześniejszych utworów instrumentalnych (z wpływami jazzu, bluesa i muzyki hiszpańsko-latynoamerykańskiej). Od Etiudy nr 13 krystalizuje się dojrzały styl Nancarrowa: kompozytor zaczyna wprowadzać złożone przebiegi poliagogiczne. W celu wyeksponowania zależności metrorytmicznych i relacji czasowych etiudy często mają formę kanonu o ustalonych proporcjach temp. Proporcje temp, początkowo proste (np. 12:15:20 w Etiudzie nr 17), stopniowo się komplikują (np. Etiuda nr 37 jest 12-głosowym kanonem w dwunastu tempach). Etiudy nr 13-19 nazywane są Etiudami kanonicznymi (Seven Canonic Studies). Etiuda nr 21 (tzw. Canon X) jest utworem na dwa głosy, z których jeden zwalnia, a drugi przyspiesza. Szczytem irracjonalnych komplikacje agogicznych są Etiudy nr 40, 41 i 48 na dwie pianole. 
W zamyśle kompozytora cykl etiud miał stanowić nierozdzielną całość. Z wyjątkiem Study No. 1 (1945), pozostałe etiudy są świadomie niedatowane, czym Nancarrow pragnął uniezależnić ich następstwo od czasu historycznego.
Agogika (czy też poliagogika) jako nadrzędny element formotwórczy była najbardziej odkrywczym osiągnięciem Nancarrowa. Charakterystycznymi cechami jego styl są też szybkie tempa, obfitość wielodźwięków tworzących szybkie przebiegi, ostinata i repetycje dźwięków. Relacje agogiczne mają charakter matematyczny. Mechaniczny charakter gry pianoli ogranicza jednak jakość estetyczną tych utworów.
Nancarrow wykorzystywał wyłącznie pneumatyczny system pianolowy Ampico, od końca lat 50. wmontowany w fortepian koncertowy. System ten pozwalał na płynne zmiany dynamiki, jednak Nancarrow operował tylko dynamiką terasową w siedmiostopniowej skali głośności. W celu uzyskania specyficznej barwy w różnych rejestrach powlekał młoteczki skórą lub metalem.
W 1960 John Cage wykorzystał sześć Studies for Player Piano jako muzykę baletową dla zespołu M. Cunninghama (Crises).
Rolki wszystkich Studies for Player Piano zostały zdigitalizowane w systemie MIDI i wydane na płytach wytwórni Wergo.

## Kompozycje
- Sarabanda i Scherzo na obój, fagot i fortepian (1930)
- Blues na fortepian (1935)
- Prelude na fortepian (1935)
- Toccata na skrzypce i fortepian (1935) [druga wersja z pianolą na taśmie z 1989]
- Septet na klarnet, saksofon, altówkę, fagot, fortepian, skrzypce, altówkę i kontrabas (1940)
- Sonatina na fortepian (1941) (druga wersja na pianolę)
- Trio No. 1 na klarnet, fagot i fortepian (1942)
- Piece No. 1 na ma małą orkiestrę (1943) [druga wersja na wielką orkiestrę]
- 3 Two-part Studies na fortepian (początek lat 40.)
- I Kwartet smyczkowy (1945)
- II Kwartet smyczkowy (późne lata 40.) [utwór nieukończony]
- Studies for Player Piano nr 1-30 (ok. 1948-1960) nr 31-37 i nr 40-51 (ok. 1965-92) nr 38 i 39 przenumerowane jako nr 43 i 48; Etiuda nr 34 jest opracowana na trio smyczkowe
- Tango? na fortepian (1983) (druga wersja na pianolę - 1985)
- Piece No. 2 (1985) [wykonanie polskie na Warszawskiej Jesieni w 1989 r.]
- III Kwartet smyczkowy (1987)
- For Ligeti na pianolę (1988)
- Two Canons for Ursula (1989)
- Concerto for Player Piano and Orchestra (początek lat 90.) [opracowanie pierwszej i trzeciej części Study No. 49 for Player Piano]
- Trio No. 2 na obój, fagot i fortepian (1991)
- Piece No. 3 (1993)
- Contraption No. 1 na fortepian preparowany sterowany komputerowo (1993)
- 13 Studies na zespół kameralny Y. Mikhashoff (1995)